# ISO 14000
A ISO 14000 series é um conjunto de normas internacionais para sistemas de gestão ambiental. Foi desenvolvida em março de 1996 pela Organização Internacional de Normalização. O objetivo destas normas é ajudar as organizações a (a) minimizar como suas operações (processos, etc.) afetam negativamente o meio ambiente (ou seja, causam mudanças adversas no ar, na água ou na terra); (b) cumprir com as leis, regulamentos e outros requisitos ambientalmente orientados aplicáveis; e (c) melhorar continuamente nos objetivos acima, podendo ser integradas em outros sistemas de gestão.

## História
Em março de 1992, o BSI publicou a primeira norma de sistemas de gestão ambiental do mundo, a BS 7750, como parte de uma resposta às crescentes preocupações sobre o meio ambiente. A BS 7750 forneceu o modelo para o desenvolvimento da série ISO 14000 em março de 1996, pela ISO. Em 2017, mais de 300.000 certificações ISO 14001 podem ser encontradas em 171 países.
Antes do desenvolvimento da série ISO 14000, as organizações construíam voluntariamente seus próprios SGAs, mas isso dificultava as comparações dos efeitos ambientais entre as organizações; portanto, a série universal ISO 14000 foi desenvolvida. Um SGA é definido pela ISO como: "parte do sistema de gestão geral, que inclui estrutura organizacional, atividades de planejamento, responsabilidades, práticas, procedimentos, processos e recursos para desenvolver, implementar, atingir e manter a política ambiental."

## Comitê de criação
No ano de 1993, a ISO reuniu diversos profissionais e criou um comitê, intitulado Comitê Técnico TC 207 que teria como objetivo desenvolver normas (série 14000) nas seguintes áreas envolvidas com o meio ambiente. O comitê foi dividido em vários subcomitês, conforme descritos abaixo:
- Subcomitê 1: Desenvolveu uma norma relativa aos sistemas de gestão ambiental.
- Subcomitê 2: Desenvolveu normas relativas às auditorias na área de meio ambiente.
- Subcomitê 3: Desenvolveu normas relativas à rotulagem ambiental.
- Subcomitê 4: Desenvolveu normas relativas ao desempenho (performance) ambiental.
- Subcomitê 5: Desenvolveu normas relativas à análise durante a existência (análise de ciclo de vida).
- Subcomitê 6: Desenvolveu normas relativas a definições e conceitos.
- Subcomitê 7: Desenvolveu normas relativas à integração de aspectos ambientais no projeto e desenvolvimento de produtos.
- Subcomitê 8: Desenvolveu normas relativas à comunicação ambiental.
- Subcomitê 9: Desenvolveu normas relativas às mudanças climáticas.

## Subcomitês de criação

### Subcomitê 1: Sistemas de gestão ambiental
Este subcomitê desenvolveu a norma ISO 14001 que estabelece as diretrizes básicas para o desenvolvimento de um sistema que gerenciasse a questão ambiental dentro da empresa, ou seja, um sistema de gestão ambiental. É a mais conhecida entre todas as normas da série 14000.
8461

#### Estrutura da norma ISO 14000

##### Introdução
Esta é a primeira parte da norma na qual é abordado o contexto histórico em que foi desenvolvida, ressaltando a necessidade das empresas estabelecerem parâmetros para a área ambiental. É falado sobre a estrutura e importância dos requisitos descritos nela.
Alguns pontos fundamentais descritos:
- As auditorias e análises críticas ambientais, por si só, não oferecem evidências suficientes para garantir que a empresa está seguindo as determinações legais e sua própria política.
- O sistema de gestão ambiental deve interagir com outros sistemas de gestão da empresa.
- A norma se aplica a qualquer tipo de empresa, independente de suas características, cultura, local, social, etc.
- A ISO 14001 tem como foco a proteção ao meio ambiente e a prevenção da poluição, equilibrando-a com as necessidades sócio-econômicas do mundo atual.
- A norma tem vários princípios do sistema de gestão em comum com os princípios estabelecidos na série de normas ISO.

##### Escopo
Esta área fala dos objetivos gerais da norma, tais como:
- Estabelecer a criação, manutenção e melhoria do sistema de gestão ambiental e das áreas envolvidas em seu entorno.
- Verificar se a empresa está em conformidade (de acordo) com sua própria política ambiental e outras determinações legais;
- Permitir que a empresa demonstre isso para a sociedade;
- Permitir que a empresa possa solicitar uma certificação/registro do sistema de gestão ambiental, por um organismo certificador (empresa que dá o certificado) externo.